# Printing Industries of America
Printing Industries of America (kurz: PIA) ist ein US-amerikanischer Wirtschaftsverband, der die amerikanische Druckindustrie repräsentiert. Der Verband Printing Industries of America wurde 1887 durch eine Versammlung von Delegierten aus lokalen Verbänden der Druckindustrie in Chicago gegründet. Nach mehreren Umzügen des Hauptsitzes zwischen 1902 und 2015 operiert PIA heute aus seinen Büros im pennsylvanischen Warrendale. Der Interessenverband betreibt außerdem ein Hauptstadtbüro in Washington D.C. Im Jahr 1999 verschmolzen PIA und die Graphic Arts Technical Foundation (GATF), eine NPO zur Forschung und Schulung in der Druckindustrie. Heute vertritt PIA 6100 Mitgliedsunternehmen hinsichtlich der Verbreitung von Informationen über die Druckindustrie in der Öffentlichkeit und der politischen Einflussnahme.